# Plus (groupe)
Pour les articles homonymes, voir Plus.
Plus est un groupe de hard rock argentin. Il est formé vers 1975 et débute en 1976 avec la sortie de l'album No pisar el infinito.

## Biographie
Le quartet émerge à un moment convulsif en Argentine, peu avant le coup d'État de 1976, par lequel le pays tomberait entre les mains de la dictature. L'apparition de leur premier album, No Ppisar el infinito, dont le morceau principal est Noches de rock and roll et le style musical dans la lignée de Led Zeppelin, Deep Purple et d'autres groupes internationaux de l'époque représentent la scène rock alternatif à l'époque abondante. À cette période, à l'exception d'El Reloj ou de Vox Dei, il n'existait pratiquement aucun autre groupe en activité au niveau local.
Grâce au bouche-à-oreille et à des apparitions scéniques réussies, ils signent un contrat avec RCA Records pour leur deuxième album, intitulé simplement Plus, mais rebaptisé Melancólica muchacha pour les fans en raison de la chanson homonyme de onze minutes. Ils participent à un enregistrement pour la chanteuse Celeste Carballo aux chœurs et avec le violoniste Fernando Suárez Paz. 
Ils signent plus tard avec le label Tonodisc, pour l'album Escuela de rock 'n' roll, publié en 1981. Mais des divergences internes insoutenables mènent au départ du guitariste Julio Sáez. Le groupe se dissous vers 1982. Hugo Racca meurt en 1998, tandis que Julio Sáez devient, après la séparation de Patricio Rey y sus Redonditos de Ricota, manager et guitariste d'Indio Solari.

## Membres
- Cacho D'Arías - batterie
- Hugo Racca - basse, chœurs
- Julio Sáez - guitare, chœurs
- Saúl Blanch - chant

## Discographie
- 1976 : Mil opciones / Hoy te preguntarás (single)
- 1976 : No pisar el infinito
- 1978 : Plus
- 1981 : Escuela de rock 'n' roll